# Platambus yaanensis
Platambus yaanensis är en skalbaggsart som beskrevs av Nilsson 2003. Platambus yaanensis ingår i släktet Platambus och familjen dykare. Inga underarter finns listade i Catalogue of Life.